# Tick-Tock (Albina-Grčić-Lied)
Tick-Tock ist ein Popsong, mit dem die kroatische Sängerin Albina Grčić ihr Heimatland beim Eurovision Song Contest 2021 in Rotterdam vertreten hat. Er wurde von Branimir Mihaljević komponiert, der Text stammt von Max Cinnamon und Tihana Buklijaš Bakić.

## Hintergrund und Produktion
Im Dezember 2020 wurde bekanntgegeben, dass Grčić an der kommenden Dora teilnehmen werde. Anfang Februar 2021 wurde ein kurzer Ausschnitt des Liedes samt seiner Konkurrenten veröffentlicht. Die Dora 2021 fand am Abend des 13. Februar statt. Grčić erhielt die Startnummer 13 von insgesamt 14 Kandidaten. Tick-Tock gewann schließlich die Show mit der Höchstpunktzahl von Jurys und Telefonvoting.
Der Titel wurde von Branimir Mihaljević komponiert, produziert und abgemischt. Den Text schrieben Max Cinnamon und Tihana Buklijaš Bakić. Das Mastering fand durch Nikodem Milewski statt. Grčić sang neben dem Leadgesang auch den Begleitgesang.
Laut eigener Aussagen sei sie skeptisch gegenüber der ersten Demoversion gewesen, da die Stilistik des Titels anders sei als von jenen, die sie zuvor gesungen hatte.

## Musik und Text
Tick-Tock ist eine Up-Tempo-Nummer. Der Beat setzt in der Mitte der ersten Strophe ein. Der Refrain ist in der ersten Wiederholung alleinstehend und wird daraufhin mit einem Pre- und Post-Chorus umschlossen. Betreffend das Dora-Festival ist die letzte Wiederholung des Refrains teilweise in Kroatisch. Der erste Teil des Refrains ist eher minimal instrumentiert, teilweise wird die Sängerin lediglich durch Schlagzeug und Bassgitarre begleitet.

## Beim Eurovision Song Contest
Die Europäische Rundfunkunion kündigte am 17. November 2020 an, dass die ausgeloste Startreihenfolge für den 2020 abgesagten Eurovision Song Contest beibehalten werde. Kroatien trat somit in der zweiten Hälfte des ersten Halbfinale am 18. Mai 2021 an. Verantwortlich für den Auftritt werde Marvin Dietmann sein. Außerdem wolle man von der Regeländerung Gebrauch machen, welche vorab aufgezeichneten Begleitgesang erlaube. Am 30. März gab der Ausrichter bekannt, dass Kroatien Startnummer 10 erhalten hat. Das Land schied jedoch bereits im Halbfinale aus und konnte sich somit nicht für das Finale qualifizieren.

## Rezeption
Damir Kedžo ist der Ansicht, dass Albina beim Dora-Festival die stimmigste Darbietung, sowie den besten Song und eine tolle Choreographie besessen habe. Ähnlich wohlwollend äußerten sich Nina Badrić und Emilija Kokić.
Der deutsche Blog ESC Kompakt meinte, dass Tick-Tock schwer auf der Bühne umzusetzen sei und nur durch eine gute Inszenierung ein Sprung in das Finale des Grand Prix möglich sei.

## Veröffentlichung
Der Titel ist seit dem 13. Februar 2021 als Download erhältlich. Neben der zweisprachigen Version enthält die Extended Play außerdem eine jeweils rein englisch- und kroatischsprachige Version.

## Titelliste
- Tick-Tock – 3:00
- Tick-Tock (Dora Version) – 3:00
- Tick-Tock (Local Version) – 3:00
- Tick-Tock (Instrumental Version) – 3:00

Am 27. Februar erschien ein zugehöriges Musikvideo. Es wurde unter der Regie von Sandra Mihaljević gedreht. Kameramann war Marko Zeljković.